# 1720 au théâtre
| Années du théâtre : 1717 - 1718 - 1719 - 1720 - 1721 - 1722 - 1723    |
| Décennies du théâtre : 1690 - 1700 - 1710 - 1720 - 1730 - 1740 - 1750 |

## Événements
- Inauguration du Theatre Royal Haymarket à Londres.

## Pièces de théâtre publiées
- Jodelet of de knecht meester en de meester knecht: Blyspel, comédie de Paul Scarron, traduite par Johannes Kommelyn, parue à Amsterdam, chez Pieter Rotterdam, 80 p.

## Pièces de théâtre représentées
- 3 mars : L'Amour et la Vérité, comédie de Marivaux, représentée pour la première fois par les Comédiens-Italiens à Paris.
- 15 février : Artémire, tragédie de Voltaire, Paris, Comédie-Française.
- 17 octobre : Arlequin poli par l'amour, comédie de Marivaux, représentée pour la première fois par les Comédiens-Italiens.
- 16 décembre : Annibal, tragédie de Marivaux, Paris, Comédie-Française.

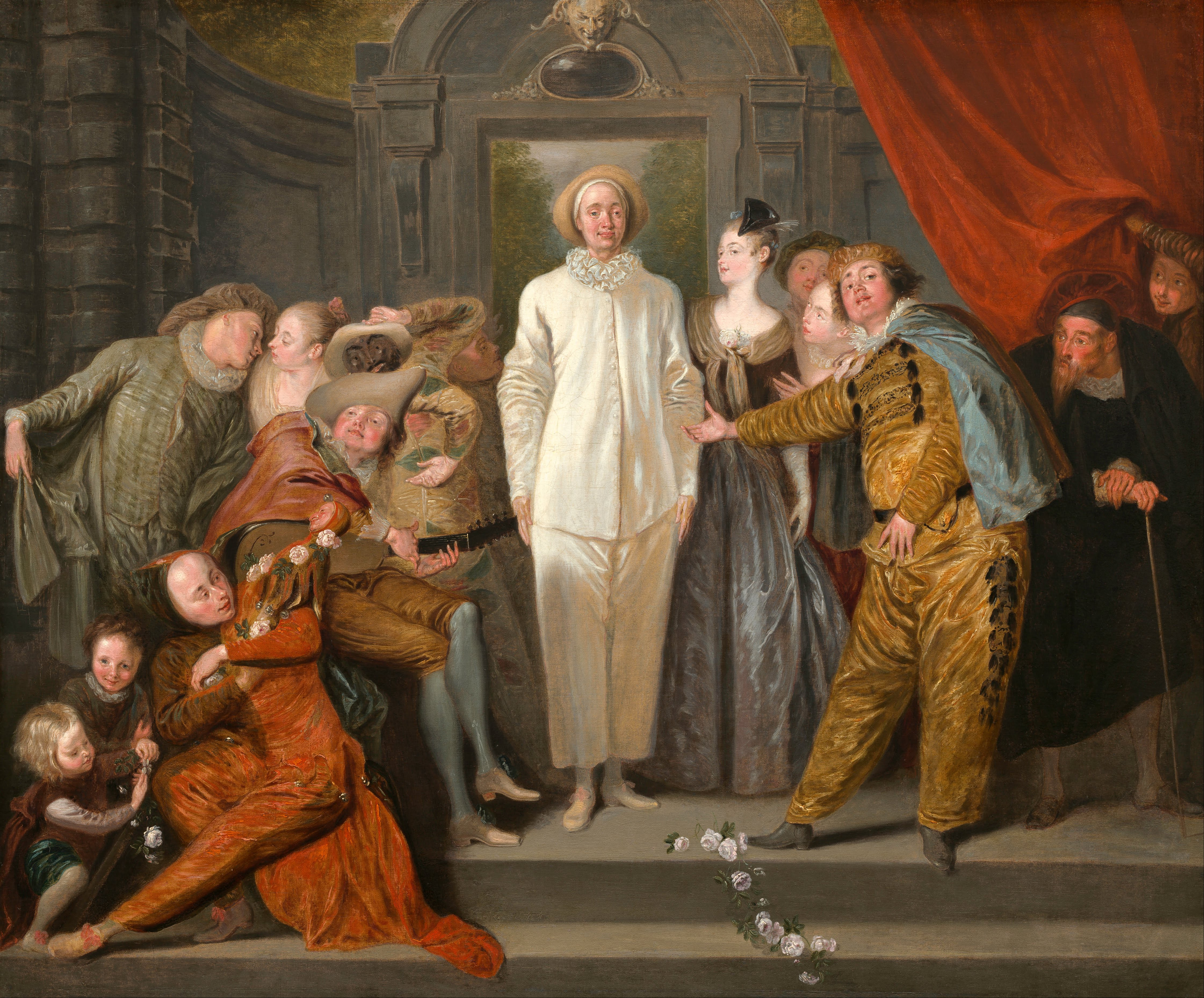
Antoine Watteau, Les Comédiens italiens, 1720, Washington, National Gallery of Art.

## Naissances
- 17 janvier : Jean-Joseph Vadé, dramaturge français, mort le 4 juillet 1757.
- 19 janvier : Franciszek Bohomolec, jésuite, dramaturge et réformateur théâtral polonais, mort le 24 avril 1784.
- 12 août : Conrad Ekhof (de), acteur allemand, mort le 6 juin 1778.
- 25 septembre : Françoise Marie Jeanne Élisabeth Gaultier, dite Madame Drouin, actrice française, sociétaire de la Comédie-Française, morte le 2 août 1803.
- 13 décembre : Carlo Gozzi, dramaturge italien, mort le 4 avril 1806.

## Décès
- 18 mars : Barbara Ogier,  dramaturge de la chambre de rhétorique De  Olijftak à Anvers, baptisée le 17 février 1648.
- 21 mars : Jeanne Olivier Bourguignon, dite Mademoiselle Beauval, actrice française, sociétaire de la Comédie-Française, née en 1648.